# Несвижский уезд
Несвижский уезд — административно-территориальная единица Российской империи с центром в Несвиже, существовавшая в 1793—1796 годах.
Несвижский уезд был образован в 1793 году в составе Минской губернии, созданной на территориях, отошедших к России в результате II раздела Речи Посполитой.
3 мая 1795 года Минская губерния была преобразована в Минское наместничество. В его состав вошёл и Несвижский уезд.
12 (23) декабря 1796 года в ходе административной контрреформы Павла I Несвижский уезд был упразднён.